# Brabham BT60Y
Pour les articles homonymes, voir Brabham.
Chronologie des modèles (1991)
Brabham BT59Y Brabham BT60B
La Brabham BT60Y est une monoplace de Formule 1 engagée par l'écurie Brabham lors de la saison 1991 de Formule 1. Elle est pilotée par les Britanniques Martin Brundle et Mark Blundell. La BT60Y est propulsée par un moteur V12 Yamaha OX99, tout comme la Brabham BT59Y qui a disputé les deux premières manches de la saison.

## Historique
La Brabham BT60Y est engagée pour la première fois lors de la troisième manche du championnat, à Saint-Marin. Il s'agit d'une monoplace très conventionnelle, qui se distingue toutefois par un museau surélevé et une suspension mono-choc. Lors de ce Grand Prix, Mark Blundell et Martin Brundle terminent respectivement huitième et onzième. À Monaco, Martin Brundle est disqualifié à l'issue de la première séance d'essais libres du jeudi pour ne pas avoir respecté un contrôle de poids régi par la FIA.
Les difficultés financières s'accroissent pour Brabham en marge du Grand Prix du Canada : Middlebridge, l'actionnaire principal de l'équipe britannique, n’a plus les moyens financiers pour investir dans l'écurie, et Yamaha songe à ne plus lui fournir de moteurs à partir de 1992. Lors de cette manche, Blundell, en difficulté avec sa boîte de vitesses, échoue à se qualifier, tandis que son équipier, élancé depuis la vingtième place, abandonne à la suite de la casse de son moteur. En marge du Grand Prix de Grande-Bretagne, la presse spécialisée révèle que plusieurs ingénieurs ont quitté Brabham, incapable de payer leur salaire, tandis que le team manager de l'écurie, David Price, démissionne au profit de John Macdonald, l'ancien patron de RAM Racing.
À partir de la deuxième moitié de la saison, entamée par le Grand Prix d'Allemagne, Brabham, qui est alors l'une des écuries les moins performantes du plateau, doit passer par l'écueil des préqualifications, qu'elle réussit néanmoins à franchir lors de la quasi-totalité des Grands Prix. En Belgique, Yamaha, mécontente du peu d'investissement de la part de Brabham dans le développement de son moteur V12, annonce que son partenariat avec l'écurie britannique prend fin à l'issue de la saison. En outre, l'usine de Chessington, louée à Bernie Ecclestone, est vendue au motoriste nippon, obligeant Brabham à s'installer à Milton Keynes. Malgré tout, Mark Blundell termine sixième de la course, marquant les premiers points de la saison pour son équipe,.
Au Grand Prix du Japon, Brundle termine cinquième de l'épreuve alors qu'il était parti dix-neuvième. Ces deux points sont les derniers de l’histoire de l'écurie anglaise. De son côté, Blundell, victime d'une fuite d'huile, échoue à se préqualifier,. Brabham aborde enfin le dernier Grand Prix de la saison, en Australie, dans un contexte des plus délicats : Dennis Nursey, le représentant de Middlebridge, donne congé au personnel, dont la plupart a démissionné, dès leur retour en Europe à l'issue de cette manche. Néanmoins, Nursey affirme que Brabham participera au championnat du monde en 1992. En piste, une fuite du liquide de frein sur la monoplace de Brundle l'empêche de prendre part à la séance qualificative du vendredi après-midi, disputée sur le sec, alors que la pluie s'abat sur le circuit urbain d'Adélaïde le lendemain. Son équipier, qualifié en dix-septième position, conserve cette place jusqu'au terme de la course, interrompue par les conditions climatiques,.
À la fin de la saison, Brabham termine à la dixième place du championnat du monde des constructeurs avec trois points. Martin Brundle se classe dix-septième du championnat du monde des pilotes avec deux points, tandis que Mark Blundell est dix-neuvième avec un point.

## Résultats en championnat du monde de Formule 1
| Saison | Écurie                        | Moteur          | Pneumatiques | Pilotes        | Courses | Courses | Courses | Courses | Courses | Courses | Courses | Courses | Courses | Courses | Courses | Courses | Courses | Courses | Courses | Courses | Points inscrits | Classement |
| Saison | Écurie                        | Moteur          | Pneumatiques | Pilotes        | 1       | 2       | 3       | 4       | 5       | 6       | 7       | 8       | 9       | 10      | 11      | 12      | 13      | 14      | 15      | 16      | Points inscrits | Classement |
| ------ | ----------------------------- | --------------- | ------------ | -------------- | ------- | ------- | ------- | ------- | ------- | ------- | ------- | ------- | ------- | ------- | ------- | ------- | ------- | ------- | ------- | ------- | --------------- | ---------- |
| 1991   | Motor Racing Developments Ltd | Yamaha OX99 V12 | Goodyear     |                | USA     | BRÉ     | SMR     | MON     | CAN     | MEX     | FRA     | GBR     | ALL     | HON     | BEL     | ITA     | POR     | ESP     | JAP     | AUS     | 3               | 10e        |
| 1991   | Motor Racing Developments Ltd | Yamaha OX99 V12 | Goodyear     | Martin Brundle |         |         | 11e     | Dsq     | Abd     | Abd     | Abd     | Abd     | 11e     | Abd     | 9e      | 13e     | 12e     | 10e     | 5e      | Nq      | 3               | 10e        |
| 1991   | Motor Racing Developments Ltd | Yamaha OX99 V12 | Goodyear     | Mark Blundell  |         |         | 8e      | Abd     | Nq      | Abd     | Abd     | Abd     | 12e     | Abd     | 6e      | 12e     | Abd     | Abd     | Npq.    | 17e     | 3               | 10e        |

Légende : ici 